# Talijansko kolonijalno carstvo
Talijansko kolonijalno carstvo ili samo Taliijansko carstvo (talijanski: Impero coloniale italiano ili Impero italiano) sačinjavale su razne talijanske kolonije od 1889. do 1943. godine. Upravno se carstvo tvorilo od tri entiteta: Kraljevine Italije, Kraljevine Albanije i Etiopskog Carstva. Na čelu svih ovih područja bio je kralj Viktor Emanuel III. Mnogim fašistima i nacionalistima cilj ovog carstva je bio stvaranje tzv. „Novog Rimskog Carstva”.

## Povijest

### Rano kolonijalno carstvo
Od 1889. do 1912. Kraljevina Italija kolonizirala je dotad nekolonizirane dijelove Afrike, što je dovelo do okupacije Eritreje i stvaranje kolonije Talijanske Somalije. U ovom dijelu povijesti Italija je 1880.-ih pokušala zauzeti Abesiniju (Etiopiju), ali u tome nije uspjela. Iako se Italija nije mogla natjecati s ostalim europskim zemljama u koloniziranju Azije, uspjela je dobiti malu koncesiju u Tiencinu početkom 20. stoljeća.
Nakon Tursko-talijanskog rata koji je trajao od 1911. do 1912., Italija je osvojila bivše osmanske afričke teritorije Tripolitaniju i Cirenaiku. Oko područja Fezana dugo se vodio teritorijalni spor između Italije i Velike Britanije koji je riješen nekoliko godina kasnije.

### Kasno kolonijalno carstvo
Od kraja Prvog svjetskog rata za vrijeme fašističkog režima, Italija je brzo proširila svoje posjede. Na Jadranu je dobila jedan dio Dalmacije kao i znatan broj otoka današnje Hrvatske. Godine 1923., talijanske snage su zauzele grčki otok Krf, a 1929. su talijanske kolonije u sjevernoj Africi spojene u Talijansku Libiju.
Godine 1935., započeo je drugi talijansko-abesinski rat u kojeme je Italija 1936. osvojila Etiopiju. Tada su Etiopija, Eritreja i Talijanska Somalija spojeni u Talijansku Istočnu Afriku.
Godine 1939., Italija je napala i osvojila Albaniju i od nje učinila vlastiti protektorat. Za vrijeme Drugog svjetskog rata Italija je dosegla svoj vrhunac što se tiče teritorijalne ekspanzije i obuhvaćala je mnoga područja u Sredozemlju i u istočnoj Africi. Krajem 1942., fašistička je Italija kontrolirala Sredozemlje od Francuske do Grčke, te od Tunisa do Egipta.

## Talijanski kolonijalni posjedi

### Talijanska Istočna Afrika
Nekoliko kolonija tvorilo je Talijansku Istočnu Afriku (Africa Orientale Italiana ili AOI) koja je bila potkraljevstvo Italije. To su :

#### Talijanska Somalija
Talijanska Somalija koja je bila kolonija u današnjoj južnoj Somaliji osnovana je kraljem 1880.-ih. Godine 1925., Italija joj je pripojila Jubaland iz britanske kolonije Kenije.
Godine 1940., Italija je osvojila i pripojila Britansku Somaliju, ali je taj posjed izgubila nakon godine dana.

#### Eritreja
Kolonija Eritreja osnovana je 1889. godine. Budući da je ova kolonija bila važan projekt fašističkom režimu, u glavnom eritrejskom gradu Asmari izgrađene su mnoge velebne građevine i spomenici.

#### Etiopija
Iako u prvom talijansko-abesinskom ratu koji je trajao od 1895. do 1896. Italija nije uspjela pokoriti Etiopiju (Abesiniju), to joj je uspjelo pedeset godina kasnije u drugom talijansko-abesinskom ratu koji je trajao od 1935. do 1936. godine. Pobjeda Italije proglašena je 9. svibnja 1936., a talijanski kralj Viktor Emanuel III. je proglašen carem Etiopije.
Fašistički režim Benita Mussolinija želio je poslati milijune naseljenika u Talijansku Istočnu Afriku koju su željeli pretvoriti u važno gospodarsko dobro. Zbog okupacije Etiopije, Italija je postala izolirana u Ligi naroda i stekla brojne neprijatelje. Italija je ovu svoju koloniju izgubila nakon pet godina u Drugom svjetskom ratu.

### Libija
Italija je svoje posjede Tripolitaniju i Cirenaiku u sjevernoj Africi stekla nakon rata s Turskom prema sporazumu iz Lausanne 1912. godine. Između Italije i Francuske postojao je neslužbeni sporazum o podjeli sjeverne Afrike. Ovu dosta nemirnu koloniju fašistički je režim nazivao „četvrta obala” (quarta sponda).
Godine 1934., Tripolitanija i Cirenaika spojene su u jedinstvenu koloniju Libiju. Italija je izgubila vlast u tom području povlačenjem njemačkih i talijanskih snaga u Tunis 1943. godine.

### Tiencin
Italiji je zajedno s nekoliko drugih europskih zemalja 1901. godine, odobrena koncesija u trgovačkom gradu Tiencinu u Kini. Ova koncesija uslijedila je nakon Bokserskog ustanka i prostirala se na 46 hektara te je bila najmanja europska koncesija u tom gradu. Koncesija je prestala postojati sporazumom između Mussolinijeve Talijanske Socijalne Republike i japanske marionetske vlade u Kini 1943. godine.

## Talijanski posjedi u Europi

### Albanija
Kao rezultat Drugog svjetskog rata Italija je okupirala Albaniju. Iako su talijanske snage napustile zemlju, prema sporazumu od 2. rujna 1920., otok Sazen (Saseno) ustupljen je Italiji.
Budući da je Albanija već neko vrijeme dotad bila pod talijanskim utjecajem, 1939. Mussolini se odlučuje na preuzimanje potpune kontrole nad tom državom. Moguće je da je Mussolini ovim htio parirati Hitleru i njegovim preuzimanjem Austrije i Čehoslovačke. Talijanska invazija na Albaniju počela je 7. travnja 1939., a otpor je slomljen pet dana kasnije. Albanski kralj Zog pobjegao je u London.
Talijanski kralj preuzeo je albansku krunu i uspostavljena je fašistička vlada na čelu s Shefqetom Verlacijem. Albanske vojne snage podređene su talijanskima.
Godine 1941., tijekom rata u Jugoslaviji, Kosovo i zapadni dijelovi Vardarske Makedonije pripojeni su Albaniji. Nakon talijanske pobjede u Grčkoj te iste godine, talijanska vlada prepustila je upravu nad sjevernim Epirom albanskim fašistima.
Otpor talijanskim okupatorima rastao je krajem 1942. i 1943., te su do ljeta te godine članovi albanskog pokreta otpora kontrolirali većinu planinskih područja u zemlji. Njemačka vojska i albanski kolaboratori zauzeli su Albaniju u rujnu 1943., nekoliko tjedana nakon što je Italija potpisala primirje sa Saveznicima.

### Grčka

#### Dodekanezi
Dodekaneze je Italija dobila nakon Tursko-talijanskog rata koji je trajao od 1911. do 1912. godine. Nakon Prvog svjetskog rata Italija je učvrstila svoj položaj u toj regiji. Sporazumom iz Sèvresa 1919., većina manjih otoka pridružena je Grčkoj, dok su Rod i ostali veliki otoci ostali pod talijanskom upravom što je 1923. i međunarodno potvrđeno. Gotovo dvije godina nakon Prvog svjetskog rata talijanske snage su držale jugozapadnio dio Anatolije sve do sporazuma između Mussolinija i turskog predsjednika Kemala Atatürka.
Dva dana nakon što je talijanska vlada potpisala sporazum sa Saveznicima 8. rujna 1943., njemačke snage su napale talijanske na Rodosu i prisilile ih na predaju. Unatoč dolasku britanskih snaga, Nijemci su nakon dana borbe zauzeli Kos 4. listopada, a nakon toga i Leros 16. studenog. Padom ovog otoka, talijanske i britanske snage pobjegle su s drugih dodekaneskih otoka.

### Hrvatska

#### Dalmacija
Od travnja 1941. pa do rujna 1943., Italija je okupirala cijelu obalu Dalmacije. Veliki dio Dalmacije ustaška je vlast ustupila Kraljevini Italiji.

### Crna Gora
Godine 1941., Crna Gora je proglašena talijanskim protektoratom. U rujnu 1943., Njemačka je preuzela kontrolu nad Crnom Gorom od Italije.

### Francuska
Nakon što je Njemačka napala i osvojila Francusku 1940., talijanska je vojska zauzela teritorije koje je izgubila od Francuske u 1850-ima. To se posebno odnosilo na Savoju koja je pradomovina talijanskog monarha i u kojoj je tad živjelo mješovito talijansko i francusko stanovništvo. Ipak, Italija nije stigla mnogo osvojiti od pokorene Francuske, te je uspjela zauzeti samo Grenoble i Nicu, nakon čega je ostatak Francuske potpisao primirje s Njemačkom čime je došlo do stvaranja Višijske Francuske.

#### Nica i Korzika
Nakon unutarnjeg raspada Višijske Francuske, u studenom 1942., Njemačka napada Francusku,a talijanske snage okupiraju jug zemlje od delte rijeke Rhône do Korzike. Iako su Nicu i Korziku trebali pripojiti Italiji, to se nije dogodilo zbog predaje Italije Saveznicima u rujnu 1943. godine.

## Ambicije širenja carstva
Mussolinijeve ambicije bile su širenje carstva na sva područja koje je Italija osvojila. Također razmišljalo se i o širenju carstva na Maltu, Tunis i Francusku Somaliju. Nakon pada Francuske i pobjede protiv Velike Britanije, Mussolini i ministar vanjskih poslova Galeazzo Ciano razgovarali su o zauzimanju Alžira, Egipta i Sudana, ali to nisu podržali njihovi njemački saveznici.

## Pad carstva
Talijansko carstvo raspalo se krajem 1943. godine. Nakon predaje osovinskih snaga u Tunisu 7. svibnja 1943., kralj Viktor Emanuel III. smijenio je Mussolinija koji je uhićen 25. srpnja. Nova vlada počela je tajne pregovore sa Saveznicima nakon čega je s njima potpisala primirje. U Albaniji i Dodekanezima su njemačke snage uspješno preuzele vlast od talijanskih.
Italija je službeno izgubila sve prekomorske posjede nakon rata, sporazumom u Parizu. U studenom 1949., Talijanska Somalija je prepuštena talijanskoj upravi pod UN-om, sve do 1. srpnja 1960. kad joj je dozvoljena nezavisnost i ujedinjenje s Britanskom Somalijom u jedinstvenu državu Somaliju.

## Vanjske poveznice
- (engl.)Talijansko kolonijalno carstvo  Arhivirana inačica izvorne stranice od 24. veljače 2012. (Wayback Machine)